# Машрик

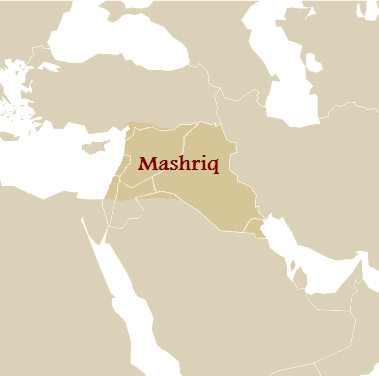
Очертания современного «аль-Машрика»

Ма́шрик (араб. المشرق‎ [эль-Машрик] «там, где восход») — территория, изначально включавшая в себя (согласно арабским географам, прежде всего ибн Хордадбеху) все известные в IX — X веках Восточные земли, включая Индию, Китай, ряд островов Индийского и Тихого океанов вплоть до Японии. В настоящее время определение «Эль-Машрик» применяется в арабском языке, как правило, в качестве собирательного обозначения Ирака, Сирии, Израиля, Иордании, Палестины, Ливана и Кувейта. В названный ряд могут включать Египет, а также иногда Саудовскую Аравию, ОАЭ, Судан, Оман и Йемен.
Согласно представлениям арабской науки X века (которые основывались в том числе и на трудах Птолемея), Земля имеет шарообразную форму, «помещена в пустоту небосвода, как желток внутри яйца…» (Абу-л-Касим?) и «…разделена на две половины линией экватора, который простирается с востока (Эль-Машрик) на запад (Эль-Магриб)». Таким образом, весь свет состоял из четырёх четвертей, и одной из них, что вполне закономерно, являлся эль-Машрик. Позже, после прекращения стремительного распространения ислама, термином «Эль-Машрик» стали именовать лишь земли, расположенные восточнее Мекки (за исключением Аравийского полуострова, обычно не входившего ни в понятие Востока, ни в понятие Запада), которые попали под влияние ислама (нынешние Иран, Средняя Азия, Афганистан, Пакистан). После размежевания шиитов и суннитов Персия всё чаще исключалась из этого ряда.
С XVI века по начало XX века, в период османского владычества, границы понятия «Эль-Машрик» сжались до рубежей османских провинций на Ближнем Востоке и, таким образом, приобрели современное очертание.